# Penna in Teverina
Penna in Teverina este o comună din provincia Terni, regiunea Umbria, Italia, cu o populație de 1.022 locuitori (1 ianuarie 2023) și o suprafață de 10 km².

## Demografie
Penna in Teverina - evoluția demografică

|  | Graficele sunt indisponibile din cauza unor probleme tehnice. Mai multe informații se găsesc la Phabricator și la wiki-ul MediaWiki. |

Date: Recensăminte sau birourile de statistică - grafică realizată de Wikipedia